# Angel Dust
Angel Dust (в переводе c английского «Ангельская Пыль») — немецкая хеви-метал-группа, образованная в 1984 году.

## История
Группа Angel Dust была образована в 1984 году басистом Франком Банксом и ударником Дирком Ассмутом, на тот момент в группе ещё были Андреас Лорум и Роман Кеймер (вокальные партии).

## Дискография

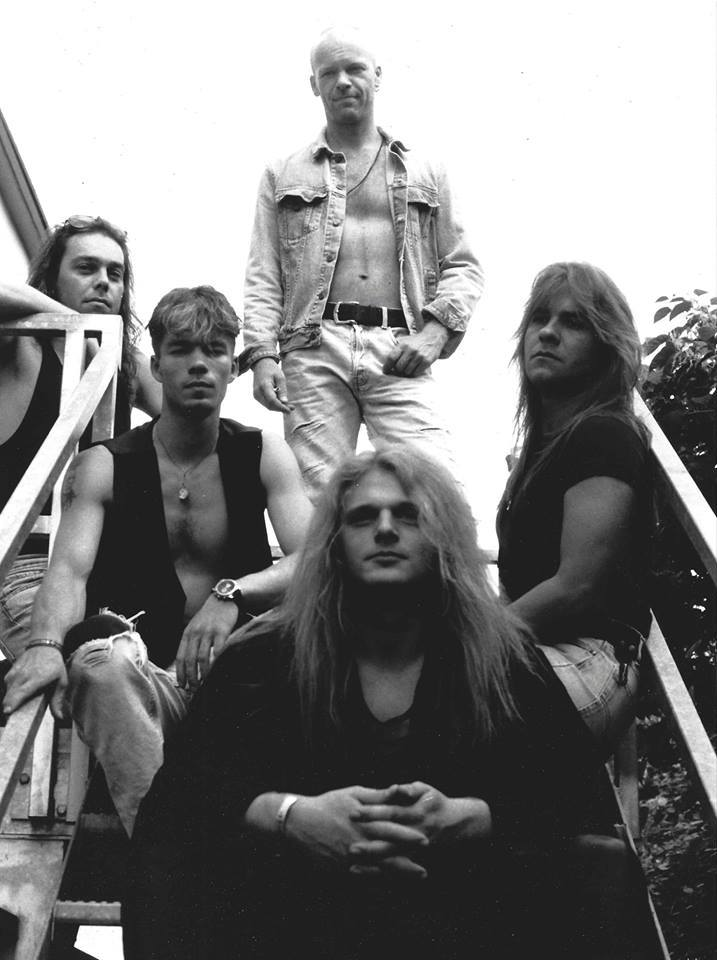
Angel Dust (1998)

### Marching for Revenge (1985)
В 1985-м году у Angel Dust выходит первое демо под названием «Marching For Revenge», благодаря которому группа получила контракт с лейблом Disaster, а их первый альбом «Into the Dark Past» вышел в 1986 году. Альбом получился в стиле спид/трэш-метал и вышел тиражом в 30 000 копий. После успеха этого альбома Романа Кеймера и Андреаса Лорума забрали в армию, и в группе осталось только два человека. Группа решила найти им замену. С. Л. Коэ (настоящее имя Шелко Топалович (англ. Shelko Topalovic)) взял на себя роль вокалиста, а Винни Линн и Стефан К. Науэр — пришли в группу в роли новых гитаристов.

### To Dust You Will Decay" (1988)
Альбом To Dust You Will Decay" оказался менее удачным в коммерческом плане, судя по всему, виной были разногласия группы со своим лейблом, а также внутренние неурядицы в составе. Тем не менее это весьма запоминающаяся работа: музыканты удачно играют на стыке speed, heavy и power metal.

### Промо-CD
После всех неурядиц и полного оформления состава группа записала свой новый промо-CD — альбом. Дирк Ассмут отнёс этот альбом своему знакомому из журнала Rock Hard, результат прослушивания был такой — альбом отнесли на лейбл «Century Media», благодаря чему с новым лейблом был подписан контракт. Тем временем некоторые композиции попали в другие фирмы и на «Angel Dust» посыпался целый ряд предложений.

### Border of Reality 1998
Релиз альбома Border of Reality вышел в 1998 году.
| №  | Песня                | Время |
| -- | -------------------- | ----- |
| 1  | Border of Reality    | 4:54  |
| 2  | No More Faith        | 4:13  |
| 3  | Nightmare            | 4:44  |
| 4  | Centuries            | 5:19  |
| 5  | When I Die           | 9:46  |
| 6  | Where the Wind Blows | 7:38  |
| 7  | Spotlight Kid        | 4:24  |
| 8  | Behind the Mirror    | 8:17  |
| 9  | Coming Home          | 5:57  |
| 10 | Same Eyes            | 4:43  |
| 11 | Easy Livin           | 3:44  |
|    |                      |       |

Автор оригинальной песни Easy Livin — Кен Хенсли, а песни Spotlight Kid — Блэкмор/Гловер
Альбом «Border Of Reality» получил большой успех.

### Bleed 1999
Альбом Bleed, записанный на лейбле Century Media, вышел в 12 октября 1999 года (официальный релиз).
| №  | Песня                        | Время |
| -- | ---------------------------- | ----- |
| 1  | Bleed                        | 4:41  |
| 2  | Black Rain                   | 3:49  |
| 3  | Never                        | 6:03  |
| 4  | Follow Me, Pt. 1             | 6:03  |
| 5  | Follow Me, Pt. 2             | 6:16  |
| 6  | Addicted to Serenity         | 5:07  |
| 7  | Surrender?                   | 7:08  |
| 8  | Sanity                       | 6:03  |
| 9  | Liquid Angel                 | 4:43  |
| 10 | Memories                     | 4:54  |
| 11 | Temple of the King           | 5:13  |
| 12 | Nightmare (Extended Version) | 2:06  |
|    |                              |       |

Temple of the King кавер-версия песни группы Rainbow.

### Enlighten the Darkness 2000 год
Enlighten the Darkness — альбом группы Angel Dust, вышедший 18 июля 2000 года (официальный релиз), альбом был записан на лейбле Century Media
| №  | Песня                | Время |
| -- | -------------------- | ----- |
| 1  | Let Me Live          | 5:53  |
| 2  | The One You Are      | 5:29  |
| 3  | Enjoy!               | 5:53  |
| 4  | Fly Away             | 6:49  |
| 5  | Come Into Resistance | 5:26  |
| 6  | Beneath the Silence  | 3:06  |
| 7  | Still I’m Bleeding   | 4:19  |
| 8  | I Need You           | 5:22  |
| 9  | First in Line        | 1:15  |
| 10 | Cross of Hatred      | 5:00  |
| 11 | Oceans of Tomorrow   | 4:20  |
|    |                      |       |

### Of Human Bondage

#### СD1
Of Human Bondage СD1 альбом, вышедший 5 марта 2002 года.
| №  | Песня             | Время |
| -- | ----------------- | ----- |
| 1  | The Human Bondage | 4:17  |
| 2  | Inhuman           | 4:01  |
| 3  | Unreal Soul       | 4:57  |
| 4  | Disbeliever       | 5:43  |
| 5  | Forever           | 5:22  |
| 6  | Unite             | 4:58  |
| 7  | Got This Evil     | 4:01  |
| 8  | The Cultman       | 6:11  |
| 9  | Freedom Awaits    | 4:25  |
| 10 | Killer            | 3:33  |
|    |                   |       |

#### CD 2 2002
Альбом Of Human Bondage CD 2 вышел 5 марта 2002 года.
| №  | Песня                     | Время |
| -- | ------------------------- | ----- |
| 1  | Jack                      | 4:16  |
| 2  | Take to the Sky           | 5:30  |
| 3  | The Human Bondage         | 4:14  |
| 4  | Eye of the Nightmare      | 5:03  |
| 5  | Nuclear Skies             | 4:35  |
| 6  | The Mission               | 5:52  |
| 7  | Wolf and Raven            | 4:17  |
| 8  | The River Dragon Has Come | 5:07  |
| 9  | Trip to…                  | 3:09  |
| 10 | The Prophecy              | 4:17  |
| 11 | Wake Up Dead              | 3:50  |
| 12 | The Words Unspoken        | 5:30  |
| 13 | Mirror, Mirror            | 5:06  |

## Турне
За свою историю Angel Dust выступала с такими известными группами, как «Blind Guardian», «Tankard», «Paradox», «Sodom», «Destruction» и «Running Wild».
Группа также была в турне в Америке в 2001-м году, но Бернд Ауферманн по неизвестным причинам отказался ехать в США, поэтому Ричи Уилкинсон заменил Бернда Ауферманна

## Внутренние проблемы
Группу Angel Dust всегда преследовали проблемы в составе, внутренние разногласия, и прочее. С. Л. Кё — первый участник, который покинул группу, не выдержав разногласий между участниками (позже С. Л. Кё играл в группах «Scanner» и «Reactor»), затем ушёл Банкс в группу «Crows», и на группе можно было ставить крест.

## Возрождение
Долгое и упорное возрождение группы произошло в 1997-м году, хотя в группе было только два человека, это Франк Банкс и Дирк Ассмут (два основателя группы), а Бернд Ауферманн (гитара), Дирк Туриш (гитара, вокал) и брат Франка Банкса — Стивен Банкс (клавишные) пришли в группу.
В 2000-м году неожиданно для всех группу покидает один из основателей Ангельской Пыли — Дирк Ассмут (основатель и ударник группы), Майкл Стикен (из группы House Of Spirit) занимает место Дирка.

## Сегодня

### 2000-е годы
После возвращения с турне Бернд Ауферманн покинул группу. Вместе с ним ушёл Майкл Стикен. Над группой опять нависла проблема с составом, но опять так же неожиданно в группе появляется Дирк Ассмут.

### Нынешние участники
| Имя участника      | Место рождения | Дата рождения   | Рост   | Цвет волос                                   | Цвет глаз    | Инструмент | Амплуа     | Образование               |
| ------------------ | -------------- | --------------- | ------ | -------------------------------------------- | ------------ | --- | ---------- | ------------------------- |
| Dirk Assmuth       | Dortmund       | 21 февраля 1965 | 187 см | Коричневые                                   | Сине-зелёные | Sonor Phonic Плюс, Paiste / UFIP | Барабанщик | Трейдер                   |
| Bernd Aufermann    | Dortmund       | 3 января 1970   | 183 см | Блондин                                      | Карие        | Suhr, G&L, Fender, Gibson Guitars, ENGL Amps, TC & Eventide Effects, Skrydstrup Switching Gear                                      | Гитарист   | Гитарист                  |
| Steven Banx        | Höxter         | 7 мая 1977      | 179 см | Блондин                                      | Сине-зелёные | Shure SM58S | Вокал      | музыкант, продюсер, автор |
| Christian Pohlmann | Oberhausen     | 25 января 1970  | 176 см | Когда то были тёмно-коричневые. Сейчас лысый | Зелёные      | Fender(USA) Jazzbass, Yamaha TRB 5-string, Warwick and Hartke Amps, Hartke, Electrovoice, H&H Electronics cabinets, Korg DTR Tuning | Басист     | Медбрат хирургии.         |